# 이용성 (1991년)
이용성(1991년 1월 2일 ~)은 대한민국의 배우다.

## 영화
- 봉성의 습작 (2018)
- 고시생이라 (2020)
- 그 겨울 나는 (2020)

## 방송
- 구미호뎐 (2020) - 커플 남자 역
- 고디바SHOW (2021) - 최종 생존

## 공연
- 스위치 (2017)
- 스프링 페스티벌 리어 (2017)
- 어바웃 머니 (2017)
- 오지랖 포차 (2018)
- 마법의 꽃병 (2019)
- 그날의 약속 (2019)
- 소나무 사진관 (2020)

## CF
- 함평군 핑크 뮬리 (2020)
- MG새마을금고 (2020)
- 중소기업 공기청정기 (2021)